# علم الظواهر (فلسفة)

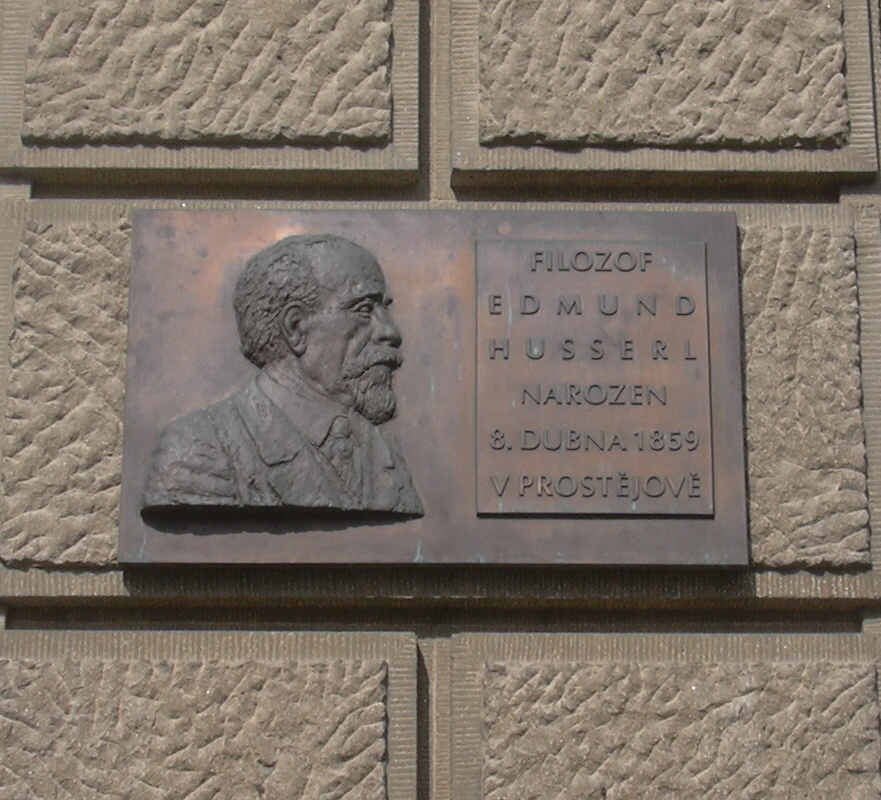

الظاهراتية أو الفينومينولوجيا هي مدرسة فلسفة تعتمد على دراسة الموضوعية أو الواقع كما يعاش ويختبر بشكل ذاتي. وهو أيضًا الخبرة الحدسية للظواهر كنقطة بداية (أي ما تمثله هذه الظاهرة في خبرتنا الواعية) ثم تنطلق من هذه الخبرة لتحليل الظاهرة وأساس معرفتنا بها. غير أنها لا تدعي التوصل لحقيقة مطلقة مجردة سواء في الميتافيزيقا أو في العلم بل تراهن على فهم نمط حضور الإنسان في العالم. يمكن أن نرصد بداياتها مع هيغل كما يعتبر مؤسس هذه المدرسة إدموند هوسرل، تلاه في التأثير عليها عدد من الفلاسفة مثل: هايدغر وسارتر وموريس ميرلو بونتي وريكور. وتقوم هذه المدرسة الفلسفية على العلاقة الديالكتية بين الفكرة والواقع.
والظاهراتية مدرسة فلسفية اجتماعية ترجع أصولها إلى القرن التاسع عشر، ظهرت كرد فعل على المدرسة الوضعية.
والمفكرون الظاهراتيون ينتقدون الوضعية لأنها تسلم بوجود حقائق موضوعية مستقلة عن الوعي الفردي.
وملخص أفكار هذه المدرسة هي أنها تهتم بالوعي الإنساني باعتباره الطريق الموصل إلى فهم الحقائق الاجتماعية، وخاصة بالطريقة التي التي يفكر بها الإنسان في الخبرة التي يعيشها، أي كيف يشعر الإنسان بوعيه.

## اختلاف مفهوم الظاهراتية عند الفلاسفة
- عند الألماني لامبرت للدلالة على نظريّة الظواهر الأساسية للمعرفة التجريبيّة
- عند كانط للدلالة على مثل هذا المعنى ولكن في حد أضيق
- عند هيجل للدلالة على المراحل التي يمرّ بها الإنسان حتى يصل إلى الشعور بالروح
- عند هاملتون للدلالة على فرع من علم الفكر وهو الذي يلاحظ مختلف الظواهر الفكريّة ويعممها.

يقول هوسرل أن عملية إدراك الماهيات هي جوهر الفينومينولوجيا 
شعار الفينومينولوجيا الهوسرلية هو الاتجاه إلى الأشياء ذاتها من خلال الوعي البشري الخالص. وبما ان هدف الفينومينولوجيا هو الوصول إلى الماهيات، فقد انتهج هوسرل الايبوخية، أي التوقف عن الحكم ووضع العالم المكاني الزماني بين أقواس. وعدم اعتماد الاعتقاد الطبيعي لهذا العالم. والتوقف عن اتخاذ أي موقف إثبات أو نفي إزاء وجود الموضوعات.